# Clarines
Clarines es una población venezolana ubicada al norte del Estado Anzoátegui al oriente del país, que es capital del municipio Manuel Ezequiel Bruzual. Para 2014 tiene una población aproximada de 40 088 habitantes. Sus coordenadas son 9°56′35.9″ N 65°9′57.9″ O.

## Historia

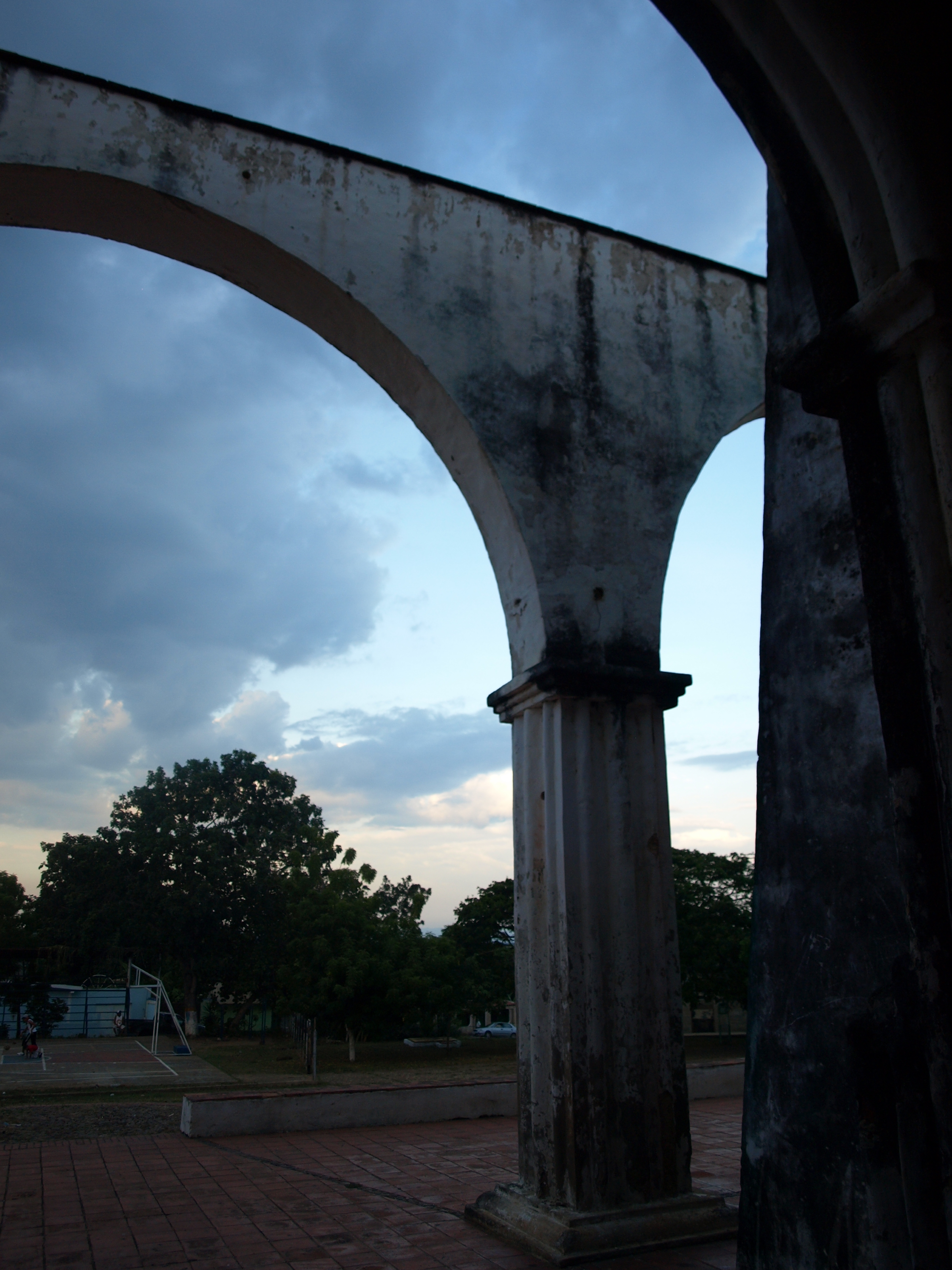
Umbral de Clarines.

La ciudad de Clarines, situada en el estado Anzoátegui, fue fundada el 7 de abril de 1594 por el colonizador español Francisco de Vides, natural de Trigueros, en la actual provincia de Huelva (España), junto a otros coterráneos provenientes de esa región. El asentamiento se estableció en tierras habitadas por indígenas Palenques, a orillas del río Unare, en las cercanías de su desembocadura en el mar Caribe. Este río desempeñaba un papel fundamental como vía de transporte y comercio regional.
Los fundadores partieron desde el puerto de Sevilla y llevaron consigo la imagen de la Virgen de los Clarines, patrona del pueblo de Beas (localidad cercana a Trigueros), quien fue adoptada como guía espiritual del nuevo poblado.

Del periodo colonial aún se conservan aproximadamente 17 hectáreas de edificaciones históricas, entre las que destaca la Iglesia de San Antonio de Padua, construida en el siglo xviii. Este templo, de estilo barroco, fue declarado Patrimonio Histórico Nacional en 1960, y es considerado una de las más importantes joyas arquitectónicas y artísticas del patrimonio religioso de Venezuela. Su interior alberga valiosas reliquias religiosas, reflejo de la tradición cultural y devocional de la época.

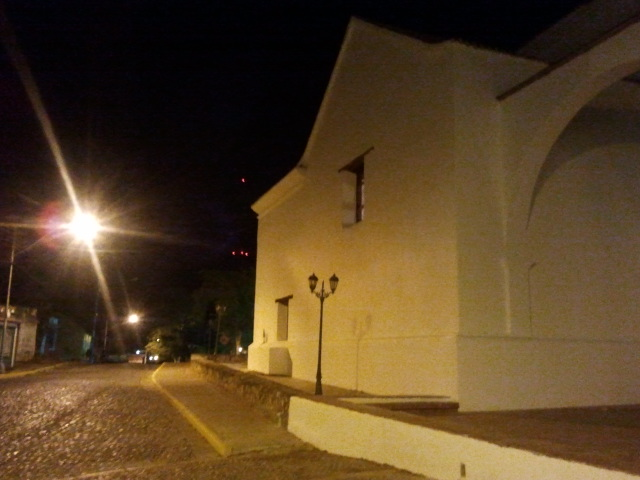
Clarines

## Demografía
La ciudad de Clarines cuenta con una población aproximada de 40 088 habitantes. Su casco central conserva calles empedradas y construcciones de arquitectura colonial, lo que le otorga un carácter histórico distintivo. La actividad agropecuaria constituye la base de su economía, complementada por la explotación minera de carbón, piedra, arena y otros materiales.
El clima de la localidad es cálido durante el día, aunque es suavizado por una brisa nocturna que aporta frescura. Clarines se caracteriza por ser un pueblo tranquilo, con una creciente dinámica cultural y deportiva, impulsada principalmente en los últimos años.
Como anécdota relacionada con el desarrollo urbano, a partir del año 2010 se observó un notable incremento en el uso de motocicletas, fenómeno que llevó a que la población fuera apodada localmente como «Motopueblo», debido a la aparente superioridad numérica de motocicletas frente a automóviles. Con el paso del tiempo, este término cayó en desuso, aunque forma parte del imaginario colectivo contemporáneo del lugar.

## Límites
Clarines limita al Norte con el Municipio San Juan de Capistrano al Sur con el Municipio Juan Manuel Cajigal al este con el Municipio Píritu (Anzoátegui) y al oeste Municipio Francisco del Carmen Carvajal y el Estado Miranda respectivamente.

## Centros educativos
La ciudad de Clarines cuenta con un número considerable de escuelas primarias y tres liceos, entre los cuales se incluye una escuela técnica agropecuaria, orientada a la formación productiva de los estudiantes en el área rural.
Un aspecto destacado del sistema educativo local es el Complejo Educativo Estadal Pedro Antonio Medina, que alberga el proyecto más relevante de lengua y cultura portuguesa en la región. Esta iniciativa se desarrolla en conjunto con la Fundación Luso-Venezolana de Clarines y el Instituto Portugués de Cultura, y se enmarca dentro del sistema educativo bolivariano de Venezuela, promoviendo la enseñanza de la cultura luso-descendiente presente en la zona.

## Centro Médicos
- Hospital Dr Antonio Rondón Lugo
- Centro Diagnóstico Integral "Hermanos Pasquier"
- Instituto Nacional de Servicios Sociales "San Francisco de Asís"
- Clínica Municipal "Dr José Gregorio Hernández"

## Centros culturales
Clarines cuenta con un núcleo del Sistema Nacional de Orquestas y Coros Juveniles de Venezuela, también cuenta con el museo histórico de la población. Posee además de un hermoso templo católico catalogado icono de la población, así como también una logia Masónica ubicada en su zona del casco central sur.

## Comercio
Supermercados, una buena cantidad de comercializadoras agropecuarias y farmacias.

## Turismo
Existe buena disponibilidad hotelera, restaurantes. Existió un centro comercial con un pintoresco estilo colonial. Las fiestas patronales son el 13 de junio en honor a su patrono San Antonio de Padua. En la adyacencia de Clarines se localizan dos aguas termales, Las Aguas de Clarines, y por las montañas las Aguas Calientes. Estas aguas termales contienen hierro, barro, yodo y sulfatos. También se hallan las Cuevas de Clarines, grandes cavernas habitadas por aves nocturnas de extraordinaria semejanza con la Cueva del Guácharo en el Estado Monagas y se puede llegar en vehículo.

## Hermandad cultural

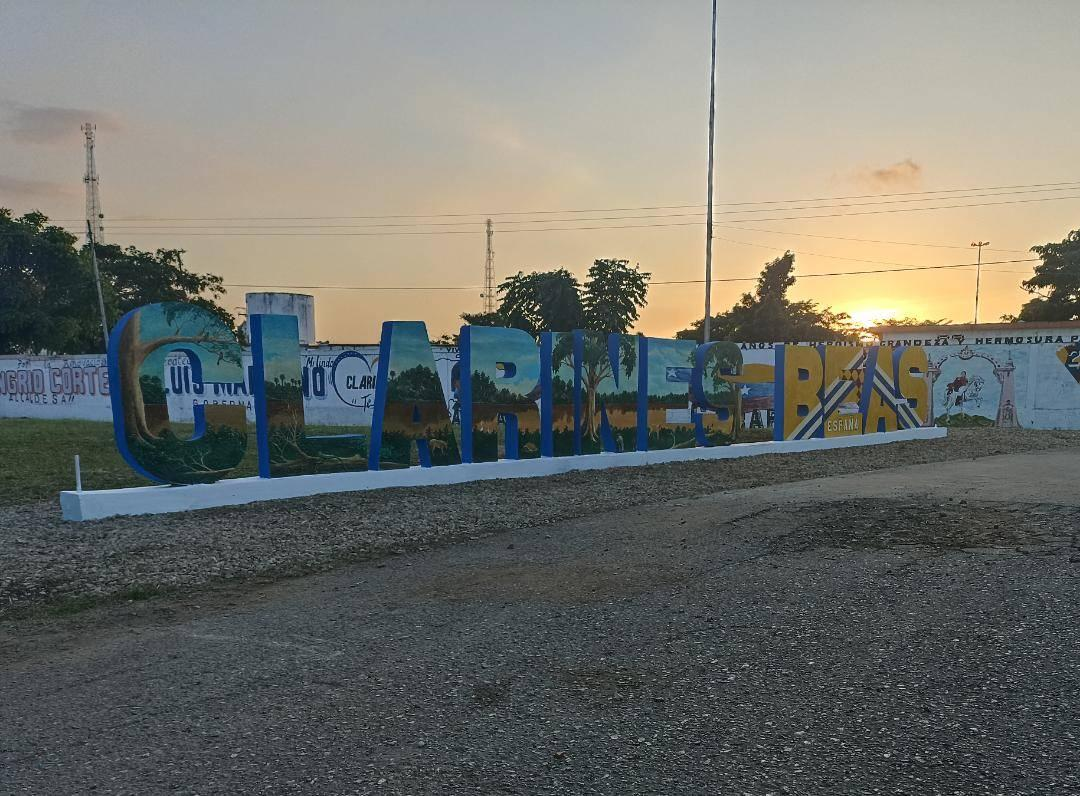
Monumento a las afueras del pueblo en honor a la hermandad con Beas Huelva, parcialmente destruido por el vandalismo.

Existe una hermandad cultural y afectiva con el pueblo de Beas, en la provincia de Huelva, en España establecido el 7 de abril de 1994. También existe un protocolo de entendimiento entre Portugal y Clarines firmado el día domingo 25 de marzo del 2012 por el entonces alcalde Ing. Leobardo Canache en representación de la alcaldía, el cónsul general de Portugal en Caracas para Venezuela y el Caribe exmo. Sr. Dr. Paulo Martins dos Santos y el presidente de la fundación luso-venezolana de Clarines.Sr. Juan Abel Gonçalves de lima.

## Transporte y vías de acceso
El transporte se realiza por la Autopista Gran Mariscal de Ayacucho, por el lado oeste se comunica con Boca de Uchire a 45 km, por el estado Guárico con Zaraza a 100 km, por el suroeste con pueblos de Anzoátegui: Guanape a 50 km, Valle de Guanape, y de Guárico como San José de Guaribe y Altagracia de Orituco. Así, su acceso es fácil y es la puerta al oriente venezolano, como una encrucijada natural con el llano, el oriente y la capital de la república.

## Tragedia de Clarines
La Tragedia de Clarines, fue un choque entre un camión con láminas de acero y un transporte de cilindros con gas cloro, que dejó 14 fallecidos, 84 heridos y cientos de personas con enfermedades respiratorias, debido al efecto del cloro en el aire.

## Personas notables
- Jaime Lusinchi (1924-2014), político, médico y expresidente de la República.
- Antonio Rondón Lugo (1939-2016), reconocido dermatólogo venezolano, investigador de enfermedades como la leishmaniasis y expresidente de la Sociedad Venezolana de Dermatología. El hospital de la ciudad lleva su nombre.
- Alfredo Armas Alfonzo (1921-1990), escritor, crítico e historiador venezolano.
- César Ávila Chacin (nació el 2 de julio de 1907 en Clarines), fue un médico urólogo en Caracas y varios pueblos Anzoatiguenses, representante de su entidad natal en la Cámara de Diputados en 1943, presidente de la Casa Anzoátegui de Caracas y entre otros, autor de numerosos ensayos médicos entre los que figura "El calcio en el tratamiento de las Orquiepidemitis".
- José María Rodríguez Armas (falleció en su pueblo natal Clarines el 2 de julio de 1921), fue un respetado médico de la región del Unare y diputado del Congreso Nacional por el estado Anzoátegui.
- Diego Marín. Diseñador gráfico. (1999) Diseñador de la bandera de Clarines, municipio Manuel Ezequiel Bruzual. Año 2023.

## Medios de comunicación
- Radio Pegadisima 89.9 fm
- Radio Fantástica 92.1 fm
- Radio Nuevo Pacto 105.1 fm

## Portales web de interés
Facebook: Clarines Al Día  https://www.facebook.com/clarinesaldia/
Twitter: Clarines Al Día  (@clarinesaldia_): https://twitter.com/clarinesaldia_?s=09
Facebook: Clarines Bruzual https://www.facebook.com/ClarinesBruzualPaginaOficial/